# Cytisus multiflorus
Cytisus multiflorus là một loài legume có tên thông dụng trong tiếng Anh là white Spanish broom.

## Phân bố
Nó là loài bản địa bán đảo Iberia. Nó là loài du nhập ở các lục địa khác, bao gồm ở Úc và Bắc Mỹ, nơi nó là loài xâm hại môi trường sống tự nhiên.

## Mô tả
Cytisus multiflorus là loài cây bụi cao 3-4 mét.

## Hình ảnh

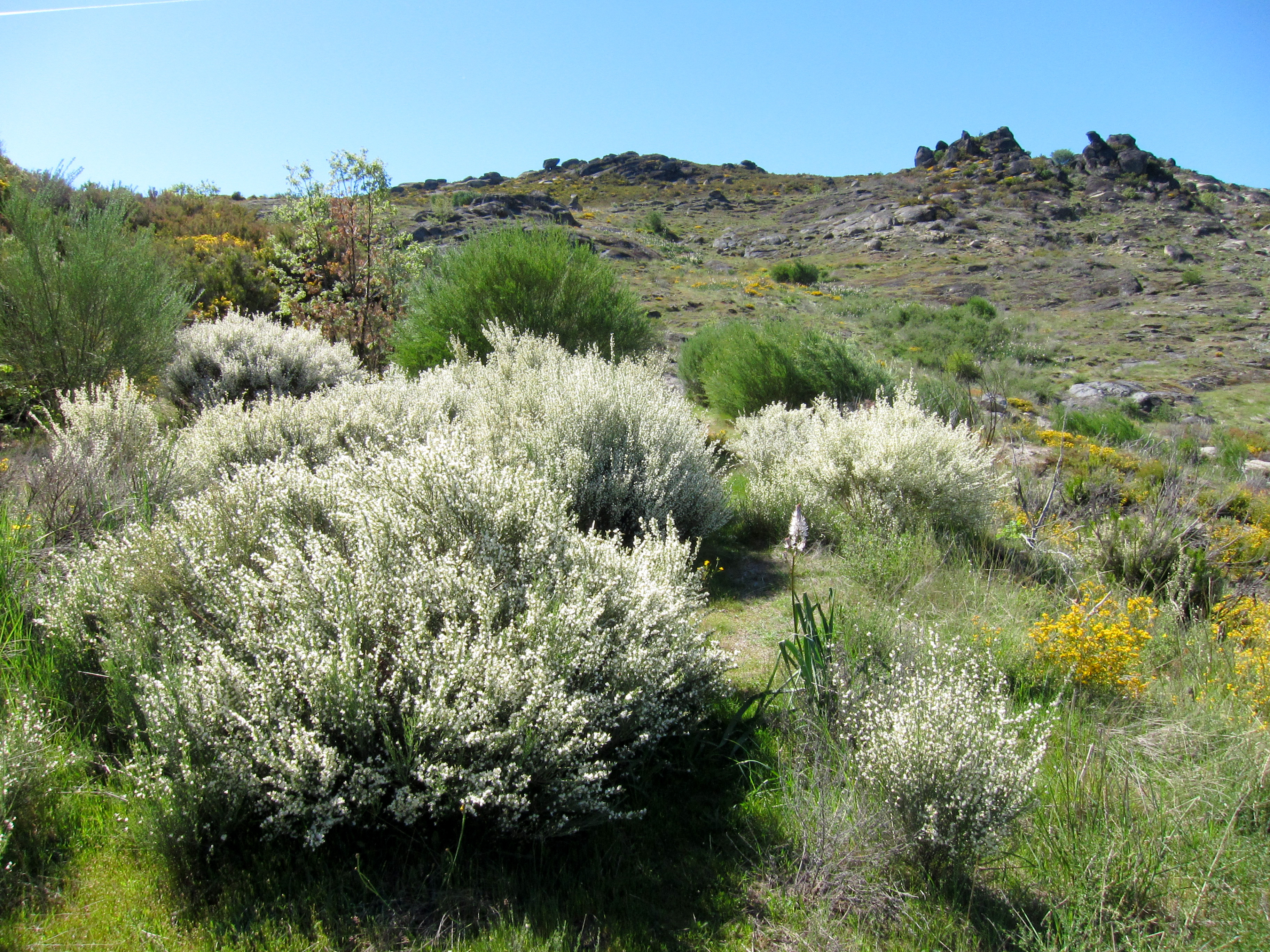
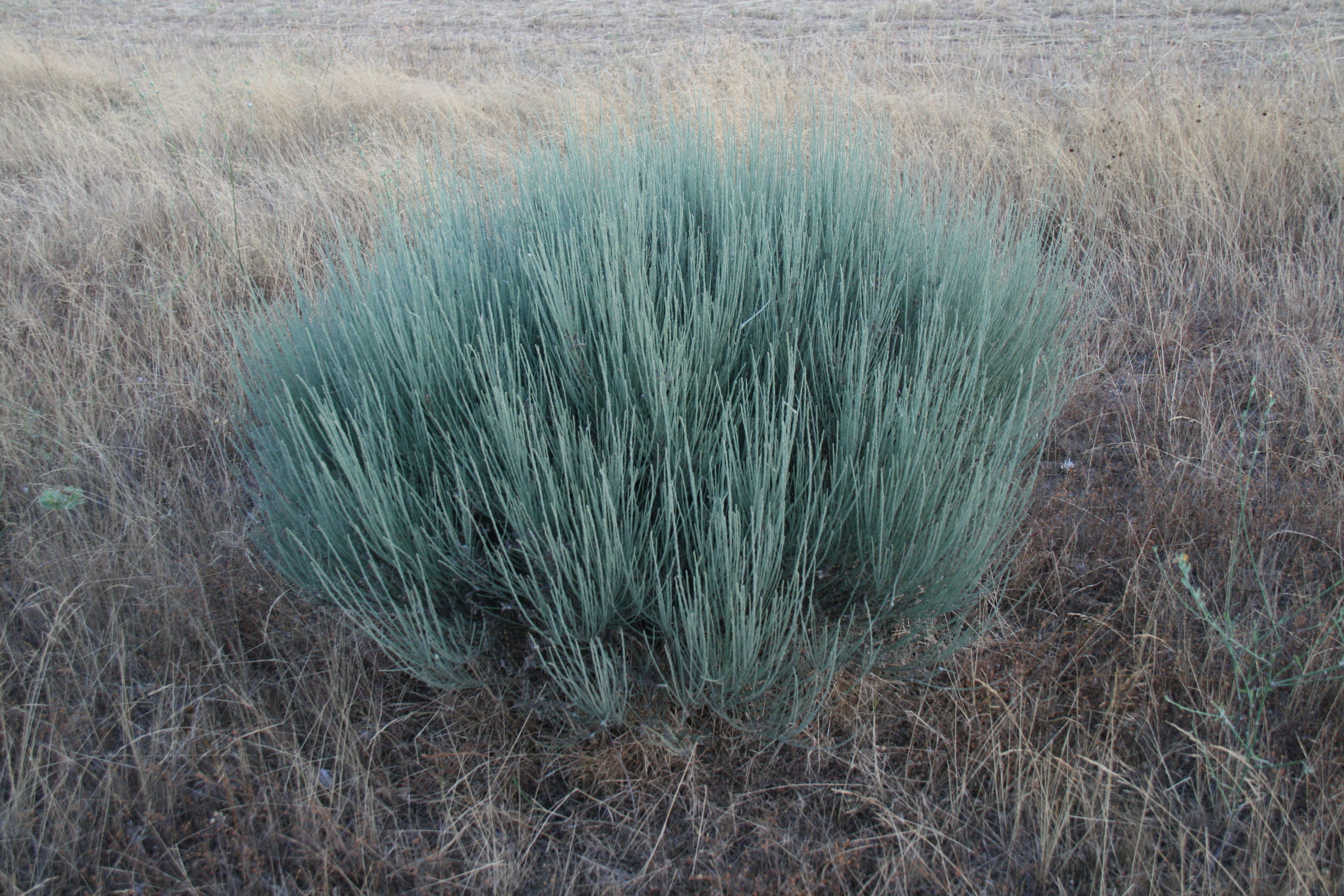
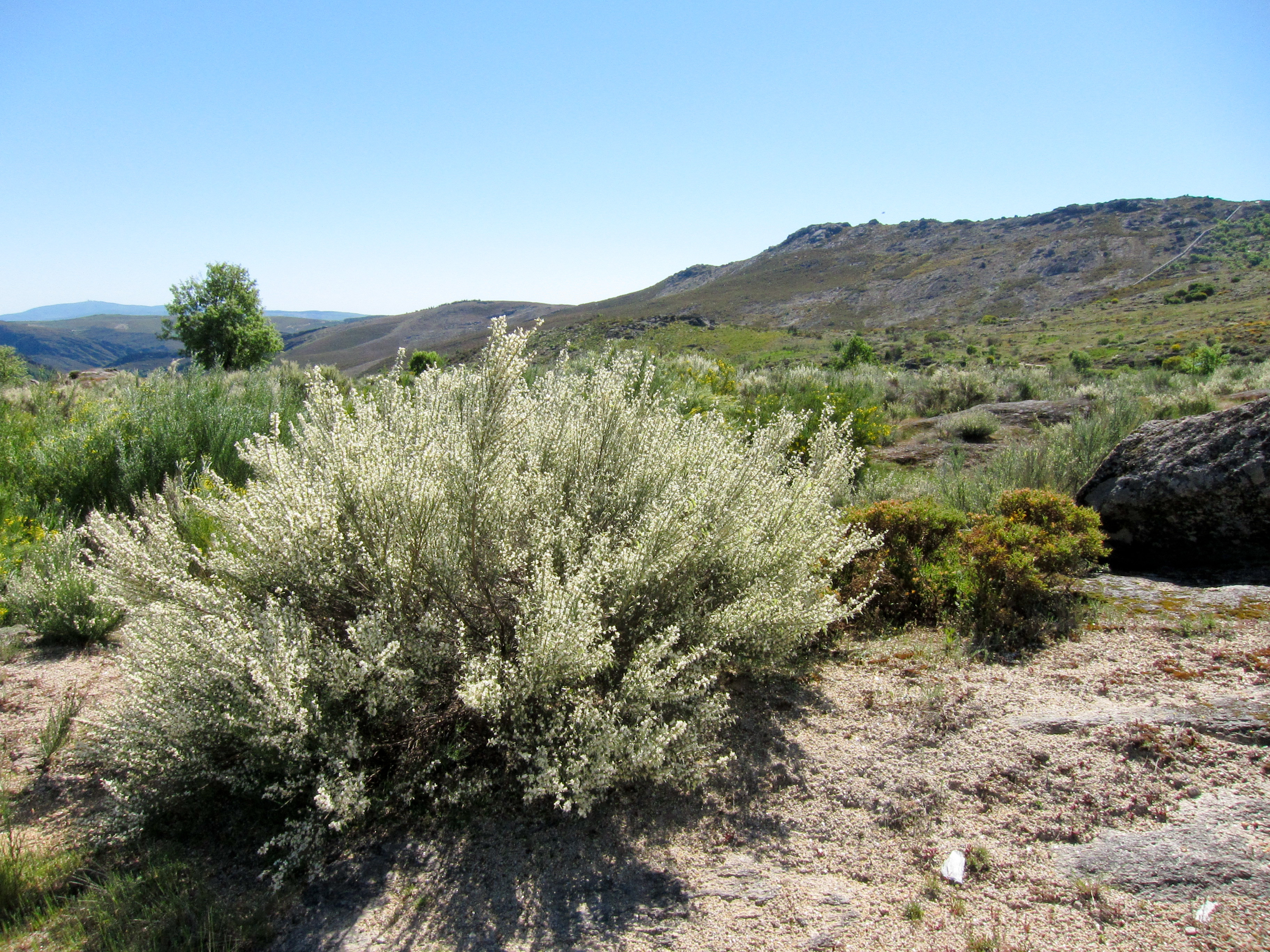
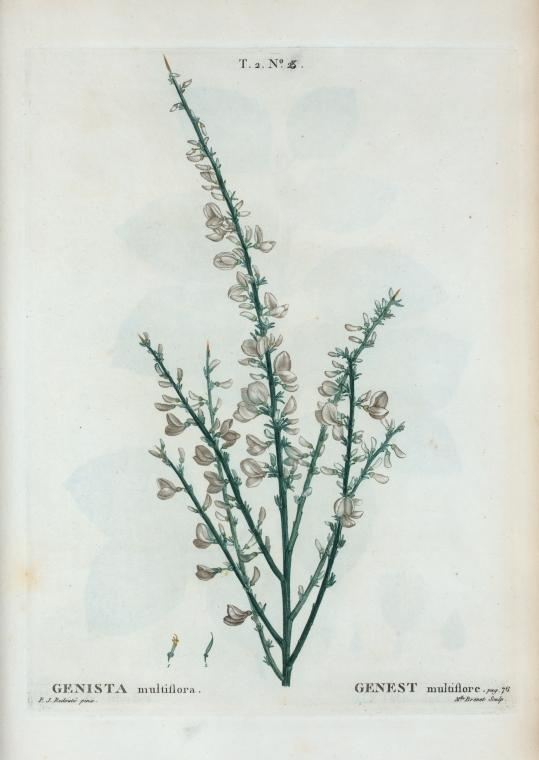